# Geniates truquii
Geniates truquii är en skalbaggsart som beskrevs av Lorenzo Camerano 1878. Geniates truquii ingår i släktet Geniates och familjen Rutelidae. Inga underarter finns listade i Catalogue of Life.